# مجموعه ورزشی شهید کشوری
ورزشگاه شهید کشوری نام ورزشگاه فوتبالی است با ۳۵ هزار مترمربع مساحت که در مالکیت باشگاه استقلال تهران است و در منطقه میرداماد تهران در ایران قرار دارد.

## پیش از انقلاب ۱۳۵۷
در میانه دهه ۴۰ شمسی، در پایین تپه‌های داودیه و در محل چمن فعلی ورزشگاه، محل تمرین بازی گلف اتباع آمریکایی بود؛ که پس از چندی، شهرداری وقت در آن مکان سالن وزنه‌برداری ساخت. در سال۱۳۵۰، استخر مجموعه ساخته شد. در سال ۱۳۵۱، خوابگاه مجموعه ساخته شد که از آن به عنوان اردوی تیم ملی استفاده می‌شد. در سال ۱۳۵۴، سالن چند منظوره‌ای دو و میدانی افتتاح شد.

## پس از انقلاب ۱۳۵۷
در سال۱۳۸۰ ،۶زمین تنیس و خانه فوتبال دستی ایران در این ورزشگاه افتتاح شد.

## واگذاری به باشگاه استقلال تهران
در ۱۷ دی ۱۳۹۱ این ورزشگاه با دستور وزیر ورزش و جوانان و موافقت رئیس‌جمهور وقت، به استقلال تهران واگذار شد. اما پس از چند روز این خبر تکذیب شد. ولی پس از پیگیری‌های مسئولین و معاون حقوقی باشگاه استقلال تهران بالاخره مجموعه شهیدکشوری تهران با تمامی امکانات (به جز اماکن اداری تحت اختیار فدراسیون‌های دوومیدانی، بسکتبال و کاراته) به باشگاه استقلال واگذار شد.

## آتش‌سوزی
در ۱۴ اسفند ۱۳۹۱ بخشی از مجموعه ورزشی شهید کشوری به دلیلی نامشخص دچار حادثه آتش‌سوزی شد.

## اماکن مجموعه
| ردیف | قسمت                        | امکانات               |
| ---- | --------------------------- | --------------------- |
| ۱    | ورزشی                       | زمین چمن              |
| ۲    | ورزشی                       | سالن چند منظوره       |
| ۳    | ورزشی                       | تنیس بانوان           |
| ۴    | ورزشی                       | تنیس - بیلیارد آقایان |
| ۵    | ورزشی                       | استخر                 |
| ۶    | ورزشی                       | ایروبیک بانوان        |
| ۷    | ورزشی                       | فوتبال دستی           |
| ۸    | فدراسیون‌های مستقر در مجموعه | دو و میدانی           |
| ۹    | فدراسیون‌های مستقر در مجموعه | کاراته                |
| ۱۰   | فدراسیون‌های مستقر در مجموعه | بسکتبال               |
| ۱۱   | اداری                       | ساختمان اداری مجموعه  |
| ۱۲   | اداری                       | فنی - مهندسی          |